# کوابنا آدوسی
کوابنا آدوسی (انگلیسی: Kwabena Adusei؛ زادهٔ ۳ ژوئن ۱۹۸۷) بازیکن فوتبال اهل غنا است.
وی همچنین در تیم ملی فوتبال غنا بازی کرده است.